# Julia Zaripova
Julia Michajlovna Zaripova (ryska: Юлия Михайловна Зарипова), ogift Ivanova, efter första giftermålet Zarudneva, född den 26 april 1986, Volgograd, Ryska SFSR, Sovjetunionen är en rysk friidrottare som tävlar i hinderlöpning.
Zaripova deltog vid Inomhus-EM 2009 på 3 000 meter och slutade där på sjunde plats. Vid VM 2009 i Berlin tävlade hon på 3000 meter hinder och blev där silvermedaljör efter spanjorskan Marta Domínguez på det nya personliga rekordet 9.08,39.
Under 2010 deltog hon vid EM 2010 i Barcelona där hon noterade tiden 9:17,57 vilket var ett nytt mästerskapsrekord och dessutom räckte till guldet. 
Vid friidrotts-VM 2011 i Daegu i Sydkorea vann hon guldet på 3000 meter hinder på personliga rekordtiden 9.07,03.

## Personliga rekord
- 3000 meter hinder - 9.07,03 från 2011